# Innocent Anyanwu
Innocent Anyanwu (Ekwerazu, 25 september 1982) is een Nederlands bokser van Nigeriaanse komaf.
Anyanwu is geboren in Nigeria. Toen hij twaalf was overleed zijn moeder en daarna ging hij al snel naar Kameroen met als doel om in Duitsland een sportcarrière op te bouwen. Hierna ging hij naar Gabon maar pas in 2001 kwam hij naar Nederland waar hij ging trainen bij Martin Jansen.
Als amateur bokste hij 36 partijen waarvan hij er drie verloor. Hij wilde namens Nederland meedoen aan de Olympische Zomerspelen 2004 maar een nationaliteitswijziging werd afgewezen. Hierna keerde hij terug naar Nigeria en won daar enkele titels. In 2005 kwam hij als asielzoeker terug in Nederland en werd professional. In september 2009 verkreeg hij de Nederlandse nationaliteit. Anyanwu is een belijdend christen.
Vanaf eind maart 2010 volgde Raymond Joval Jansen op als coach van Anyanwu. Op 16 mei 2010 verloor hij het gevecht om de Europese titel EBA op technisch knock-out in de tiende ronde van de Portugees Antonio João Bento.
Er is een 2DOC-documentaire over hem gemaakt genaamd 'I am Innocent'.